# Gerichtsbezirk Mautern
Der Gerichtsbezirk Mautern war ein dem Bezirksgericht Mautern unterstehender Gerichtsbezirk im Bundesland Steiermark. Er umfasste den südlichen Teil des politischen Bezirks Leoben und wurde 1923 dem Gerichtsbezirk Leoben zugeschlagen.

## Geschichte
Der Gerichtsbezirk Mautern wurde durch eine 1849 beschlossene Kundmachung der Landes-Gerichts-Einführungs-Kommission geschaffen und umfasste ursprünglich die vier Gemeinden Kallwang, Kammern, Mautern und Wald. Der Gerichtsbezirk Mautern bildete im Zuge der Trennung der politischen von der judikativen Verwaltung ab 1868 gemeinsam mit den Gerichtsbezirken Eisenerz und Leoben den Bezirk Leoben.
Nach dem Ersten Weltkrieg wurde der Gerichtsbezirk Mautern per 1. Juni 1923 aufgelöst und das Gebiet dem Gerichtsbezirk Leoben zugewiesen.

## Gerichtssprengel
Der Gerichtssprengel umfasste zum Zeitpunkt seiner Auflösung die damaligen fünf Gemeinden Kallwang, Kammern, Mautern Markt, Mautern Umgebung und Wald.